# Kota Raya (Kunto Darussalam)
Kota Raya is een bestuurslaag in het regentschap Rokan Hulu van de provincie Riau, Indonesië. Kota Raya telt 2862 inwoners (volkstelling 2010).